# Cortland (New York)
Pour les articles homonymes, voir Cortland.
La ville de Cortland est le siège du comté de Cortland, situé dans l'État de New York, aux États-Unis.